# Bianchi (cognome)
Bianchi è un cognome di lingua italiana.

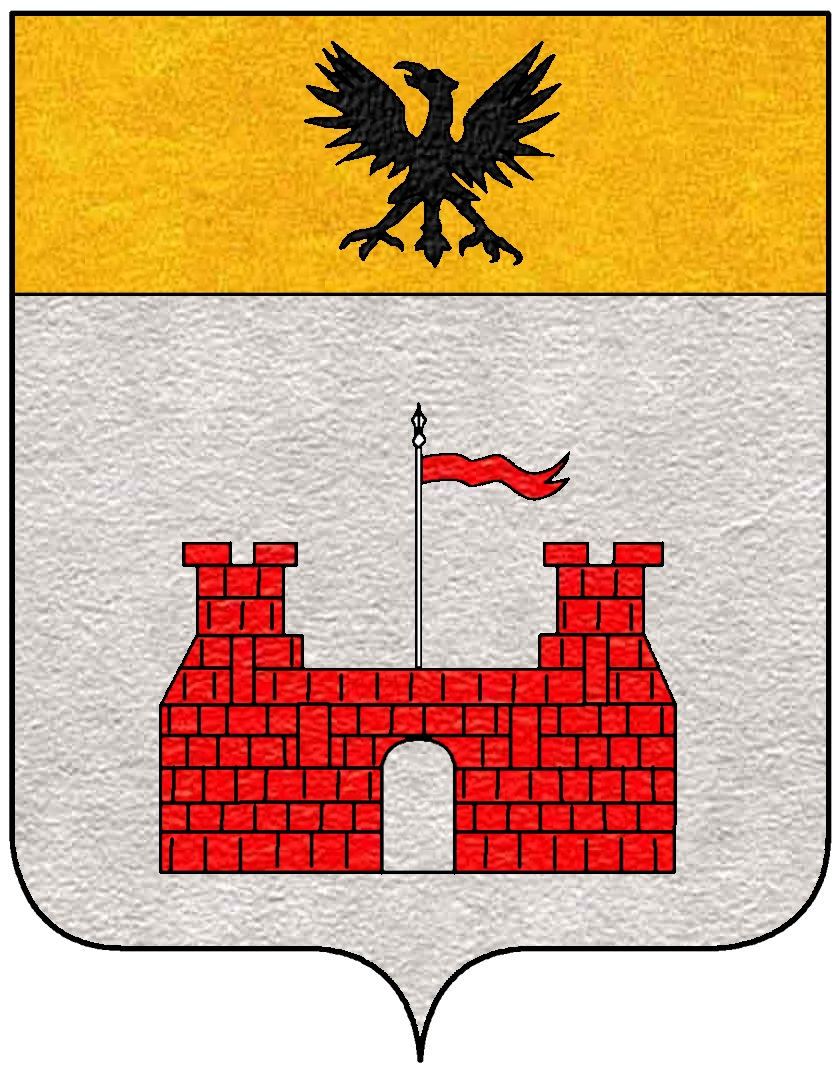
Stemma della famiglia Bianchi di Velate

Stemma della famiglia de' Bianchi di Bologna, Conti di Piano

## Varianti
Bianca, Biancat, Bianch, Bianco, Biancu, De Bianchi, De Bianco, Debianco, Del Bianco, Di Bianco, Lo Bianco, Lobianco.

## Alterati
Biancato, Bianchin, Bianchini, Bianchino, Bianchetta, Bianchetti, Bianchetto, Biancoli, Biancolli, Biancone, Bianconi, Biancucci, Bianculli, Biancuzzi,Biancotti

## Origine e diffusione
Il cognome Bianchi deriva dal prenome personale di origine soprannominale "Bianco" a sua volta derivato dal germanico blank ovvero "lucente" ("bianco lucente") da cui "bianco" che sostituì anche in italiano il termine latino albus che indicava, appunto, il colore bianco. Si tratta del quarto cognome più diffuso in Italia.